# 第一維也納足球會
第一维也纳足球俱乐部（英語：First Vienna FC）是一家奥地利足球俱乐部，位于维也纳德布灵区。它成立于1894年8月22日，是该国历史最悠久的球队。

## 历史
1890年代初期，纳撒尼尔·罗斯柴尔德将一块牧场划给为罗斯柴尔德庄园工作的园丁作为踢足球的场地，并为他们设计了蓝黄色的球衣。球队于1894年8月22日成立，马恩岛球员威廉·比尔（William Beale）设计了沿用至今的三曲腿图标志。球队于同年11月15日与维也纳板球和足球俱乐部进行了第一场比赛，以0–4负于对手。随后两队成为长期的竞争对手，直到维也纳板球和足球俱乐部于1936年解散。同一时期，足球在维也纳迅速发展，让维也纳成为奥地利足球的中心。
1897年，奥匈挑战杯成立，第一维也纳在1899年和1900年连续获得这项赛事冠军。
第一次世界大战后，第一维也纳重返奥地利足球锦标赛，并在20年代一直位居联赛积分榜的前列。球队在1929年和1930年赢得了奥地利杯冠军，并最终在1931年夺得了奥地利足球锦标赛冠军，获得全国冠军称号。同年，球队还以六战全胜的战绩，夺得中欧杯冠军。此后，球队在1933年获得了第二个全国冠军，在1937年获得了第三个奥地利杯冠军。
1938年德奥合并后，奥地利并入纳粹德国足球系统，奥地利全国联赛成为“东部边疆大区联赛”（Gauliga Ostmark）。1942年，第一维也纳获得东部边疆大区联赛冠军，并打入德国冠军锦标赛决赛，在决赛中以0–2负于沙尔克04。次年，球队再次获得大区联赛冠军，在德国冠军锦标赛半决赛中被薩爾布呂肯以1–2淘汰。在同年的恰默杯（Tschammerpokal）中，第一维也纳则在加时赛中3–2击败汉堡空军，成为第二支夺得这项赛事冠军的奥地利球队。1944年，球队第三次在大区联赛夺冠，在德国冠军锦标赛中以2–3负于德累斯顿体育。
第二次世界大战后，奥地利恢复独立。从40年代末到50年代初，第一维也纳在奥地利顶级联赛中处于中游。1955年，在俱乐部传奇人物卡尔·科勒的带领下，球队以净胜球优势力压維也納體育會，夺得俱乐部的第六个全国冠军头衔。
1956年11月3日，球队成功地进行了奥地利全国第一场在泛光灯下举行的比赛。
第一维也纳在60年代逐渐衰落，直到1968年最终降级，这是他们自第一次世界大战后重返顶级联赛以来的第一次降级。他们仅仅缺席一个赛季后即再次回到顶级联赛，但已无力争冠。1974–75赛季，奥地利足球超级联赛成立，第一维也纳再次处于次级联赛。1976年，球队升级到超级联赛。然而他们在超级联赛始终成绩不佳，并在1980年再次被降级。
1982年，超级联赛从10支球队扩大到16支球队，第一维也纳再次升级，但此后球队成绩依然不稳定。1988年，球队最终获得第四名，获得欧洲联盟杯参赛资格。1992年，球队再次降级。1997年，第一维也纳再次打入奥地利杯决赛，在决赛中以2–1不敌格拉茨。
2000年，球队再次降级，进入半职业的第三级别奥地利地区足球联赛，直到2009年才重返次级联赛。
2014–15赛季，由于职业足球许可证被拒绝，第一维也纳再次被迫参加第三级别联赛。2017年由于主要赞助商Care-Energy资不抵债，球队宣布破产。虽然他们设法避免了破产，但同年在地区联赛中的冠军头衔被扣留，升级也被拒绝，并被法院命令在下个赛季参加第五级别联赛。经过多个赛季的努力，2021–22赛季结束后，球队得以重返奥地利足球乙级联赛。

## 荣誉
奥地利足球冠军
- 冠军 (6): 1931, 1933, 1942, 1943, 1944, 1955

奥地利杯
- 冠军 (3): 1929, 1930, 1937

奥匈挑战杯
- 冠军 (2): 1899, 1900

恰默杯
- 冠军 (1): 1943

中欧杯
- 冠军 (1): 1931